# Oreavu (okręg Vrancea)
Oreavu – wieś w Rumunii, w okręgu Vrancea, w gminie Gugești. W 2011 roku liczyła 548
mieszkańców